# Picrophilaceae
A Picrophilaceae a Thermoplasmatales rend egy családja.
Picrophilus nemének tagjai a legacidofilebb ismert szervezetek, mivel képesek növekedni -0,06 pH-n.

### Tudományos folyóiratok
- Schleper C (1996). „Picrophilus oshimae and Picrophilus torridus fam. nov., gen. nov., sp. nov., two species of hyperacidophilic, thermophilic, heterotrophic, aerobic archaea”. Int. J. Syst. Bacteriol. 46 (3), 814–816. o. DOI:10.1099/00207713-46-3-814.
- Schleper C (1995). „Picrophilus gen. nov., fam. nov.: a novel aerobic, heterotrophic, thermoacidophilic genus and family comprising archaea capable of growth around pH 0”. J. Bacteriol. 177 (24), 7050–7059. o. PMID 8522509. PMC 177581.

### Tudományos könyvek
- Reysenbach, A-L.szerk.: DR Boone: Order I. Thermoplasmatales ord. nov., Bergey's Manual of Systematic Bacteriology Volume 1: The Archaea and the deeply branching and phototrophic Bacteria, 2nd, New York: Springer Verlag, 169. o. (2001. március 20.). ISBN 978-0-387-98771-2

### Tudományos adatbázisok
- Picrophilaceae PubMed hivatkozásai
- Picrophilaceae PubMed Central hivatkozásai
- Picrophilaceae Google Scholar hivatkozásai